# إيموري واشبورن
كان إيموري واشبورن (14 فبراير 1800-18 مارس 1877) محاميًا وسياسيًا ومؤرخًا في الولايات المتحدة. كان حاكم ولاية ماساتشوستس لفترة واحدة (1854- 1855)، وعمل لسنوات عديدة في كلية الحقوق بجامعة هارفارد. لا تزال سنواته الأولى في محكمة ماساتشوستس القضائية العليا تعتبر عملًا تأسيسيًا في هذا الموضوع.
وُلد واشبورن في ليستر بولاية ماساتشوستس. درس في دارتموث ووليامز قبل دراسة القانون. بعد أن حدد ما نشأ ليكون، بدأ مسيرة ناجحة ومميزة بمجال المحاماة في ووستر، دخل واشبورن السياسة باعتباره يميني. بعد أن قضى عدة سنوات في المجلس التشريعي للولاية، انتخب حاكمًا عام 1853. على الرغم من دعمه لمنهج إصلاحي، فقد تم طرده من منصبه بحزب لا أدري عام 1854.
انضم واشبورن لكلية الحقوق جامعة هارفارد عام 1856، حيث كان شخصية ذات شعبية وتأثيرحتى تقاعده عام 1876. تشمل منشوراته، بالإضافة إلى تاريخه في المحكمة القضائية العليا (ماساتشوستس)، والذي تضمن تاريخ مسقط رأسه في ليستر والعديد من المقالات حول موضوعات قانونية.